# ホセ・フェリシアーノ
ホセ・フェリシアーノ（José Feliciano、1945年9月10日 - ）はプエルトリコ出身の歌手、ギタリスト。

## 来歴・人物
プエルトリコのラレスに生まれた。緑内障のため生後まもなく失明したが、盲目のハンディキャップを乗り越え世界的なヒット曲を数多く手がけた。スパニッシュ・ギターの名手でもある。
1964年、「Everybody Do the Click」でデビュー。同年に行われたニューポート・フォーク・フェスティバルに参加。
1968年、ドアーズの「ハートに火をつけて」をカバー。同曲は8月31日から9月14日にかけてビルボード・Hot 100で3週連続3位を記録し、ゴールドディスクに輝いた。またこの年、グラミー賞で最優秀新人賞を受賞した。
1969年、「Rain」は日本でも「雨のささやき」の名前でレコードがリリースされヒットした。
1970年に発表された「Feliz Navidad」（フェリス・ナビダッド、スペイン語で「メリークリスマス」の意）は米国およびスペイン語圏でもっともよく聴かれるクリスマス・ソングのひとつとなっている。
1971年のサンレモ音楽祭に参加した際にイタリア語で歌った 「Che sarà」（ケ・サラ、スペイン語版では"Qué será"、ケ・セラ）が世界的にヒット。日本でも岩谷時子や西村義明の訳詞で広く知られるようになった。

## ディスコグラフィ

### 英語版アルバム
- A Bag Full of Soul（1966年）
- Feliciano!（1968年）
- Souled（1968年）
- Feliciano! - 10 to 23 -（1969年）
- alive alive-O!（1969年）
- Fireworks（1970年）
- Feliz Navidad（1970年）
- Encore!（1971年）
- Ché Sarà（1971年）
- That the Spirit Needs（1971年）
- Sings（1972年）
- Memphis Menu（1972年）
- Compartments（1973年）
- For My Love, Mother Music（1974年）
- And The Feeling's Good（1974年）
- Just Wanna Rock and Roll（1975年）
- Angela（1976年）
- Sweet Soul Music（1977年）
- Jose Feliciano（1981年）
- Romance In The Night（1983年）
- I'm Never Gonna Change（1989年）
- Steppin' Out（1990年）
- Present Tense（1996年）
- On Second Thought（1996年）
- Six-String Lady (the instrumental album)（2006年）
- Soundtrax of My Life（2007年）
- The Paris Concert（2008年）
- American Classics（2009年）ダウンロードのみ
- Djangoisms（2009年）ダウンロードのみ
- The Genius of José Feliciano, Vol.2（2011年）
- The King, Jose Feliciano tribute to Elvis Presley（2012年）

### スペイン語アルバム
- 1966年　El Sentimiento La Voz y la Guitarra
- 1966年　La Copa Rota
- 1967年　Sombra
- 1967年　¡El Fantástico!
- 1967年　Mas Éxitos de José
- 1968年　Felicidades Con Lo Mejor de José Feliciano
- 1968年　Sin Luz
- 1971年　En Mi Soledad - No Llores
- 1971年　José Feliciano Dos Cruces
- 1971年　José Feliciano January 71
- 1971年　José Feliciano Canta Otra
- 1982年　Escenas de Amor
- 1983年　Me Enamoré
- 1984年　Como Tú Quieres
- 1985年　Ya Soy Tuyo
- 1986年　Te Amaré
- 1987年　Tu Inmenso Amor
- 1990年　Niña
- 1992年　Latin Street '92
- 1996年　Americano
- 1998年　Señor Bolero
- 2001年　Señor Bolero 2
- 2003年　Guitarra Mía Tribute
- 2005年　A México, Con Amor
- 2006年　Jose Feliciano y amigos
- 2007年　Señor Bachata
- 2008年　Con Mexico en el corazon
- 2009年　José Feliciano en vivo

## 日本公演
- 1971年

1月8日　名古屋市公会堂、1月10日　東京厚生年金会館、1月21日　東京・会場不明
- 1972年

5月1日　東京厚生年金会館、6日,7日　渋谷公会堂、8日,10日　東京郵便貯金会館
- 1973年

1月23日　渋谷公会堂、24日　東京・会場不明、2月3日　東京・会場不明
- 1974年

1月23日　東京・会場不明　1月27日　中野サンプラザ
- 1975年

1月19日　東京厚生年金会館
- 1976年

2月3日　渋谷公会堂
- 1977年

1月19日,20日　中野サンプラザ
- 1994年

東京厚生年金会館
- 2008年

9月3日,4日　Billboard Live Tokyo
- 2014年

11月11日,12日,13日　Blue Note Tokyo
- 2015年

7月16日,17日,18日　Blue Note Tokyo
- 2016年

7月19日,20日,21日,22日　Blue Note Tokyo
- 2017年

7月7日,8日,9日　Blue Note Tokyo
- 2019年

6月23日,24日,25日　Blue Note Tokyo